# Kvasten
Kvasten är en berg- och dalbana på Gröna Lund, konstruerad av Vekoma och monterad under våren 2007. Det är Gröna Lunds största enskilda investering (55 miljoner kronor).  För att få plats med Kvasten togs Pariserhjulet och Disco Jet tillfälligt bort. Kvasten är barnvänlig med en längdgräns på 110 centimeter.

## Teknisk beskrivning
Banan tillhör familjen "Suspended Family Coasters", det vill säga tåget hänger under spåret. Ett tåg med 20 separata stolar i rader om två ger en ungefärligt kapacitet på 650 personer per timme. Passagerarna sitter i djupt skålade stolar och spänns fast med en bygel över midjan samt bälte mellan benen. Byglarna öppnas genom att tillföra en elektrisk signal och kan således endast öppnas på stationen eller av teknisk personal med särskild utrustning.

## Åkbeskrivning
Åkarna dras upp cirka 20 meter upp i luften och sedan bär det av, förbi Blå tåget och Twister, och bort mot Bläckfisken innan banan svänger bort i riktning mot Stora Scen och House of Nightmares (tidigare Spökhuset). Banan åker i en halvcirkel runt ett stort troll av trä som sedan skjuter upp en eldsflamma från sin ena arm, tillbaka över stationen igenom ett tillhörande trähus och sedan runt ner tillbaka till stationen. Det har funnits attraktionsfoto, som togs när åkturen gick genom husets tak, men detta togs bort.
Tåget drivs uppför backen med hjälp av tätt sittande drivhjul som sitter direkt på varsin motor. Backspärrar, både separata och i motorerna, försäkrar att tåget inte kan rulla baklänges om det skulle stanna på väg upp. Väl i banan är tåget utlämnat åt de fysiska lagarna. Det finns inga drivhjul eller bromsar som kan öka eller minska farten. Tåget bromsas med hjälp av magnetbromsar inne på stationen. På grund av det kedjelösa uppdraget samt den fjädrande hjulupphängningen går banan mycket tyst.
När man stod i kön till Kvasten inne i trähuset hörde man även en häxliknande röst som gjordes av skådespelerskan Margreth Weivers som senare togs bort.